# Banankontakt - Musikaltajm
Banankontakt - Musikaltajm är ett dubbelalbum av Electric Banana Band och Malmö Operaorkester från 2006. Albumet innehåller låtar från musikalen Banankontakt. Text skriven av Lasse Åberg och musik av Janne Schaffer och Björn J:son Lindh. Albumet är utgivet i två versioner där den ena versionen innehåller en extra bonuslåt.

## Låtlista
Originalinspelningar av Electric Banana Band (*). 

### Skiva 1
1. Overtyr (instrumental)
2. Electric Banana Tajm*
3. Tropical Fruit (Ny version)
4. Fröken Öken
5. Vattenfall 1 (instrumental)
6. Fröken Ökens Kontor (instrumental)
7. Jag Ska Bli En Byråkrat*
8. Kung Lian (text och musik av James Hollingworth)
9. Statuz*
10. Bolyckan
11. Zwampen*
12. Zwampelegi (instrumental)
13. Det Finns För Mycket Sånger Om Kärlek
14. Rymdskeppet Fruitwarrior  (instrumental)
15. Man Måste Bry Sig Om Hur Ungarna Mår*

### Skiva 2
1. I Skunkarnas Land  (instrumental)
2. Skunkrock*
3. Den Vandrande Pinnen Lars*
4. Här Seglar Herr Banan*
5. Sahara Sara*
6. Vattenfall 2  (instrumental)
7. Jag Ska Bli Som En Delfin*
8. Majaelegi  (instrumental)
9. Rör Inte Vår Fina Skog
10. Banankontakt*
11. Kameleont*
12. Rymdskeppet Lyfter  (instrumental)
13. Min Piraya Maja*
14. Sound Pollution Munväder (bonuslåt)
15. Morfar Och Kaninen* (extra bonuslåt)